# Unverbindliche Preisempfehlung
Die unverbindliche Preisempfehlung (UPE), auch unverbindlicher Verkaufspreis (UVP) oder empfohlener Verkaufspreis ist der Preis, den ein Hersteller, Importeur oder Großhändler dem Handel als Verkaufspreis an den Kunden empfiehlt. Sie soll absatzseitig als preisliche Orientierung und als Kalkulationshilfe dienen. 
Sofern Unternehmen, die Preisempfehlungen verwenden, auf verschiedenen Absatzkanälen tätig sind (z. B. Hersteller als Verkäufer, Großhändler und/oder Einzelhändler als Wiederverkäufer), wird auch von vertikaler Preisempfehlung (vPE) gesprochen.
Zu unterscheiden sind zwei Formen der vPE: Verbraucherpreisempfehlung und Händlerpreisempfehlung oder Handelspreisempfehlung. Unterscheidungskriterium ist der jeweilige Adressatenkreis. Verbraucherpreisempfehlungen werden den Verbrauchern unmittelbar bekannt gemacht, etwa durch Verpackungs- oder Etikettenaufdruck, durch Preisangabe in der Medienwerbung oder in Katalogen mit deutlichem Zusatz der Unverbindlichkeit des Preises. Händlerpreisempfehlungen sind Wiederverkaufspreise, die den Weiterverkäufern in Handel und Dienstleistungsgewerbe empfohlen werden, aber nicht unmittelbar an die Endverbraucher kommuniziert werden (z. B. Bruttopreislisten, Händlerkataloge). Die Verbraucherpreisempfehlungen unterliegen in Deutschland der Missbrauchsaufsicht durch das Bundeskartellamt (Problem der Mondpreise und der Unbestimmtheit empfohlener Verkaufspreise).
Mit seiner eigenen Preisangabe kann der Einzelhändler die Verbraucherpreisempfehlung jederzeit unterbieten, um so seine Preisaktivität im Wettbewerb unter Beweis zu stellen, um Sonderangebotsaktionen durchzuführen oder um die Umschlagshäufigkeit bei einem Artikel mit vPE oder seine Lagerräumung zu beschleunigen. Werden empfohlene Preise von mehreren oder allen konkurrierenden Händlern – durch Druckausübung oder aus welchen Gründen immer – eingehalten, besteht die Gefahr, dass ein unerlaubtes Quasi-Preiskartell entsteht. Anders als bei der vPE gewährt die vertikale Preisbindung aus wettbewerbssystematischer Sicht keine flexible und individuelle Kalkulation. Hier hat sich der Händler vertraglich verpflichtet, den gebundenen Endverkaufspreis einzuhalten.
Unverbindliche Preisempfehlungen gibt es in Deutschland seit dem 1. Januar 1974, seitdem die Festpreisbindung von Markenartikeln aufgehoben wurde. Bei der Verwendung des Begriffes unverbindliche Preisempfehlung wird in der Werbung eine hohe Sorgfalt aufgewendet, um juristischen Ärger (z. B. in Form von Abmahnungen) zu vermeiden. Insbesondere werden in der Werbung keine Abkürzungen des Begriffes verwendet, um Missverständnisse zu vermeiden.

## Vereinigte Staaten
Der MSRP (manufacturer’s suggested retail price) ist das amerikanische Pendant für die unverbindliche Preisempfehlung im deutschsprachigen Raum, allerdings ohne Steuern und sonstige Gebühren, so dass der Endpreis für den Kunden von den jeweiligen Steuersätzen der einzelnen Staaten abhängt.